# NGC 3498
NGC 3498 je trojna zvijezda u zviježđu Lavu. 

## Vanjske poveznice
- (eng.) SEDS: NGC 3498
- (eng.) Revidirani Novi opći katalog
- (eng.) Izvangalaktička baza podataka NASA-e i IPAC-a
- (eng.) Astronomska baza podataka SIMBAD
- (eng.) VizieR